# New Jerusalem
New Jerusalem es un lugar designado por el censo ubicado en el condado de Berks en el estado estadounidense de Pensilvania. En el Censo de 2010 tenía una población de 649 habitantes y una densidad poblacional de 221,58 personas por km².

## Geografía
New Jerusalem se encuentra ubicado en las coordenadas 40°26′27″N 75°45′33″O / 40.44083, -75.75917. Según la Oficina del Censo de los Estados Unidos, New Jerusalem tiene una superficie total de 4,71 km², de la cual 4,71 km² corresponden a tierra firme y (0,16%) 0,01 km² es agua.

## Demografía
Según el censo del 2010, había 649 habitantes en New Jerusalem. La densidad de población era de 221,58 hab./km². De los 649 habitantes, New Jerusalem estaba compuesta por el 97,53% blancos, el 0,77% eran afroamericanos, el 0% eran amerindios, el 0,31% eran asiáticos, el 0% eran isleños del Pacífico, el 0,62% eran de otros grupos étnicos y el 0,77% pertenecían a dos o más etnias. Del total de la población el 3,54% eran hispanos o latinos de cualquier origen.